# Ferrari 335 S
Ferrari 335 S — гоночный автомобиль, выпущенный компанией Ferrari в 1957 году. Автомобиль был прямым ответом на 4,5-литровый Maserati 450S, представляющий угрозу в гонках для 3,8-литрового 315 S и 3,5-литрового 290 MM. Всего было выпущено четыре машины.

## История выступлений
Машина дебютировала на третьем этапе чемпионата спорткаров, в  итальянской гонке Милле Милья в 1957 году, омрачённой трагедией в Гуидиццоло. За 120 километров до финиша Ferrari 335 S (№531) ехала по длинному прямому участку между ломбардскими деревнями Серлонго и Гуидиццоло. Лопнула одна из шин и машина по полной скорости соскользнула вправо и влетела в толпу зрителей. Погибло 9 зрителей, а также сам гонщик Альфонсо де Портаго (заменявший Луиджи Муссо) и штурман Эдмунд Нельсон. Другие 335 , участвующие в этой гонке, сошли по техническим причинам, тогда как 315 S Пьеро Таруффи была первой. В следующем году гонка уже не проводилась.
В 1000 километров Нюрнбургринга экипаж Питера Коллинза и Оливье Жандебьена занял второе место, уступив победу Aston Martin DBR1. В суточном марафоне 24 часа Ле-Мана 1957 года машина под номером 7, пилотируемая Майком Хоторном и Луиджи Муссо, установила быстрый круг в гонке (3:58.7), однако гонка для команды оказалась не очень удачной. В Швеции Фил Хилл и Питер Коллинз приехали вторыми, уступив на этот раз Maserati. Другой экипаж Майка Хоторна и Луиджи Муссо был на четвёртом месте на финише. В финальном этапе Чемпионата мира по гонкам на спорткарах на 1000 км Венесуэлы две 315 S заняли два первых места, что стало большим вкладом в завоевание Ferrari чемпионства в 1957 году.
Изменение регламента чемпионата, вызванного реакцией на аварию в Милле Милья, включало ограничение объёма двигателя до 3 литров. Для нового регламента 335 S уже не подходила и в 1958 году Ferrari представили замену — Ferrari 250 TR.

## Дальнейшая судьба
В 2016 году одна из сохранившихся машин Ferrari 335 S Spider Scaglietti (шасси № 0674) была продана на аукционе Artcurial в Париже за €32,1 млн. Имя покупателя не озвучивалось, однако согласно пресс-релизу, опубликованному продавцом автомобиля, компании Proto Organisation, новым владельцем самой дорогой Ferrari стал футболист Лионель Месси. По сообщению Proto, автомобилем также интересовался Криштиану Роналду, но ставка Месси оказалась выше.

## Галерея
- Ferrari 335 S
- Машина Портаго и Нельсона незадолго до аварии
- Машина №531, попавшая в аварию
- Ferrari 335 Sport Scaglietti на аукционе Artcurial[англ.]